# Kapliczka Trzech Braci
Kapliczka Trzech Braci (Kapliczka Trzech Żołnierzy) – domkowa kapliczka przydrożna zlokalizowana przy szosie Zdzieszowice – Góra Świętej Anny w województwie opolskim we wschodniej części pola o nazwie Nawozy. 
Obiekt zbudowany jest na planie prostokąta, murowany, otynkowany i nakryty dachem dwuspadowym. We wnękach, na ścianach zewnętrznych wiszą obrazy przedstawiające Ukrzyżowanie i Zmartwychwstanie Jezusa Chrystusa. We wnętrzu umieszczono obraz przedstawiający trzech żołnierzy modlących się do Świętej Rodziny na tle klasztoru na Górze Świętej Anny. Na obrazie zamieszczony jest napis: Za łaską Bożą wróciliśmy, ja Wasz ojciec i Wy, moi synowie, z wojny. Poznawszy jej okropność błogosławimy Królowę Polski i św. Annę, patronkę naszą, by więcej nie spotkało to nieszczęście ojczyzny naszej. 
Według lokalnej legendy ojciec z dwoma synami, idąc na wojnę (prawdopodobnie chodzi o okres wojen napoleońskich, a członkowie rodziny mogli walczyć na różnych frontach), modlił się pod obrazem Świętej Rodziny umieszczonym na dębie o szczęśliwy powrót. Wracając po kilku latach spotkali się ponownie w tym samym miejscu i w dowód wdzięczności ufundowali kaplicę wraz z obrazem trzech żołnierzy. W okresie międzywojennym, podczas budowy drogi na Górę Świętej Anny, wandal wyłamał kratę i zdewastował obraz wraz z kaplicą. Odbudowali ją robotnicy drogowi, ponieważ to jednego z nich podejrzewano o dewastację, a nowy obraz namalował na blasze Richter z Góry Świętej Anny (1928).